# Jean de Lalande
Jean de Lalande, SJ (pronúncia em português: [ʒã dʒi laˈlãdʒi]) morreu em 19 de outubro de 1646. Ele foi um missionário jesuíta em Sainte-Marie entre os hurões e um dos oito Mártires da América do Norte. Ele foi morto na aldeia Mohawk de Ossernenon após ser capturado por guerreiros.

## Biografia
Jean de Lalande era natural de Dieppe, na Normandia. Ele chegou à Nova França com dezenove anos para servir com os jesuítas na Nova França como um donné, um irmão leigo. No final de setembro de 1646, Lalande era membro de um grupo liderado pelo jesuíta Isaac Jogues, enviado às terras dos Mohawk para proteger a frágil paz da época. No entanto, as atitudes dos Mohawk em relação a essa paz haviam se deteriorado durante a jornada dos homens, e um grupo de Mohawk os atacou no caminho.
Eles foram levados para a aldeia Mohawk de Ossernenon (a 14 km a oeste do atual local de Auriesville, Nova York). Os clãs moderados da Tartaruga e do Lobo decidiram que eles deveriam ser libertados, mas, enfurecidos com isso, membros do clã do Urso mataram Jogues no dia 18 de outubro. No dia seguinte, eles mataram Lalande quando ele tentou recuperar o corpo do Padre Jogues do caminho da aldeia.
Jean de Lalande foi beatificado pelo Papa Pio XI em 21 de junho de 1925 e canonizado em 29 de junho de 1930. Seu dia de festa é 19 de outubro nos Estados Unidos e 26 de setembro no Canadá.

## Legado
No campus Rose Hill da Universidade Fordham, no Bronx, Nova York, um dormitório para calouros—Martyrs' Court—tem três seções, que são nomeadas em homenagem aos três santos mártires dos EUA: Jean Lalande, René Goupil e Isaac Jogues.
Jean de Lalande é o santo padroeiro da Paróquia Católica Saint John LaLande, em Blue Springs, Missouri. Uma estátua de calcário de sete pés de altura de São Jean Lalande, esculpida por Fritz Carpenter da Stefan Mittler Monument Company, em Madison, Wisconsin, está localizada em frente à igreja. Uma segunda estátua de madeira, retratando Jean Lalande vestido com pele de cervo, foi encomendada ao Studio Demetz em Ortisei, Itália, e dedicada em 18 de maio de 2013, em honra ao 75º aniversário da paróquia.
Jean de Lalande também tem um significado especial para o acampamento juvenil católico Camp Ondessonk, que homenageia os mártires da América do Norte e seus amigos nativos americanos.